# Sportmassage

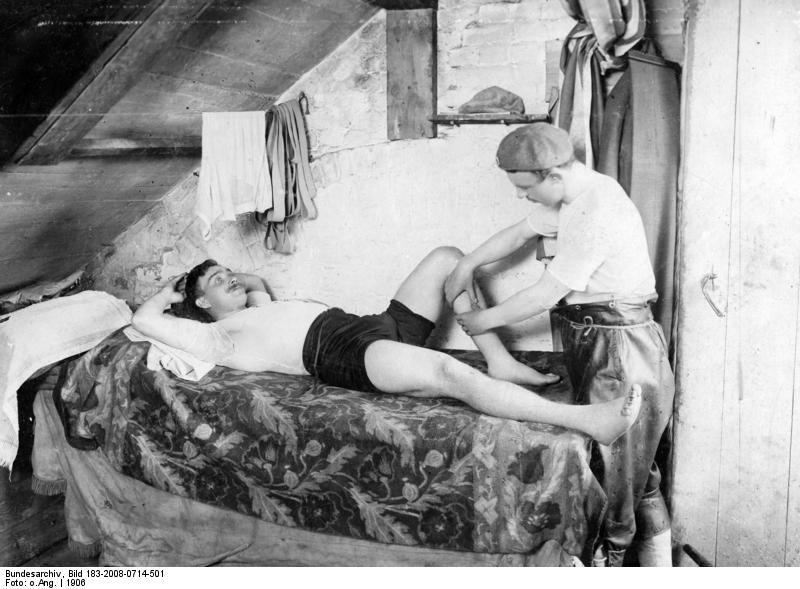
Dem Radrennfahrer Bruno Demke werden vor einem Rennen die Beine massiert

Die Sportmassage ist eine Ergänzung zur klassischen Massage. Hier verwendet man die Griffe der klassischen Massage sowie weitere Ergänzungsgriffe und geht auf die Bedürfnisse des Sportlers sowie die speziellen Probleme beim Sport ein. 
Davon ausgehend, dass aktive Sportler robuster sind als evtl. gebrechliche ältere Personen, wird die Massage dementsprechend kräftiger durchgeführt und so der Körper auf eine bevorstehende körperliche Beanspruchung vorbereitet und durchblutet. Während des Sportes entstandene Krämpfe können mit den Dehnungsgriffen, die zur Sportmassage gehören, behandelt werden. Nach dem Sport wird regenerativ und lockernd massiert.

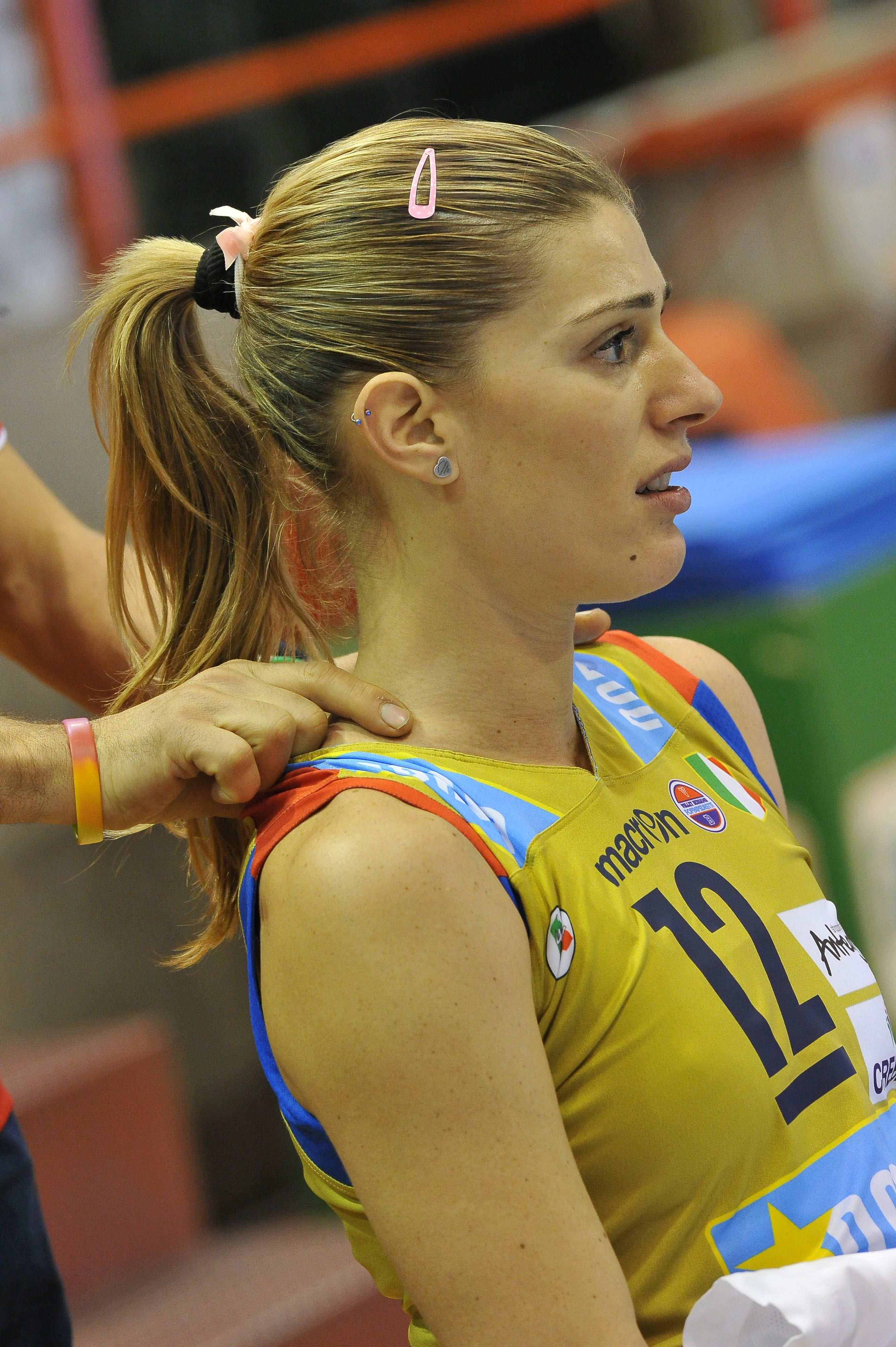
Die italienische Volleyballspielerin Francesca Piccinini erhält eine Massage
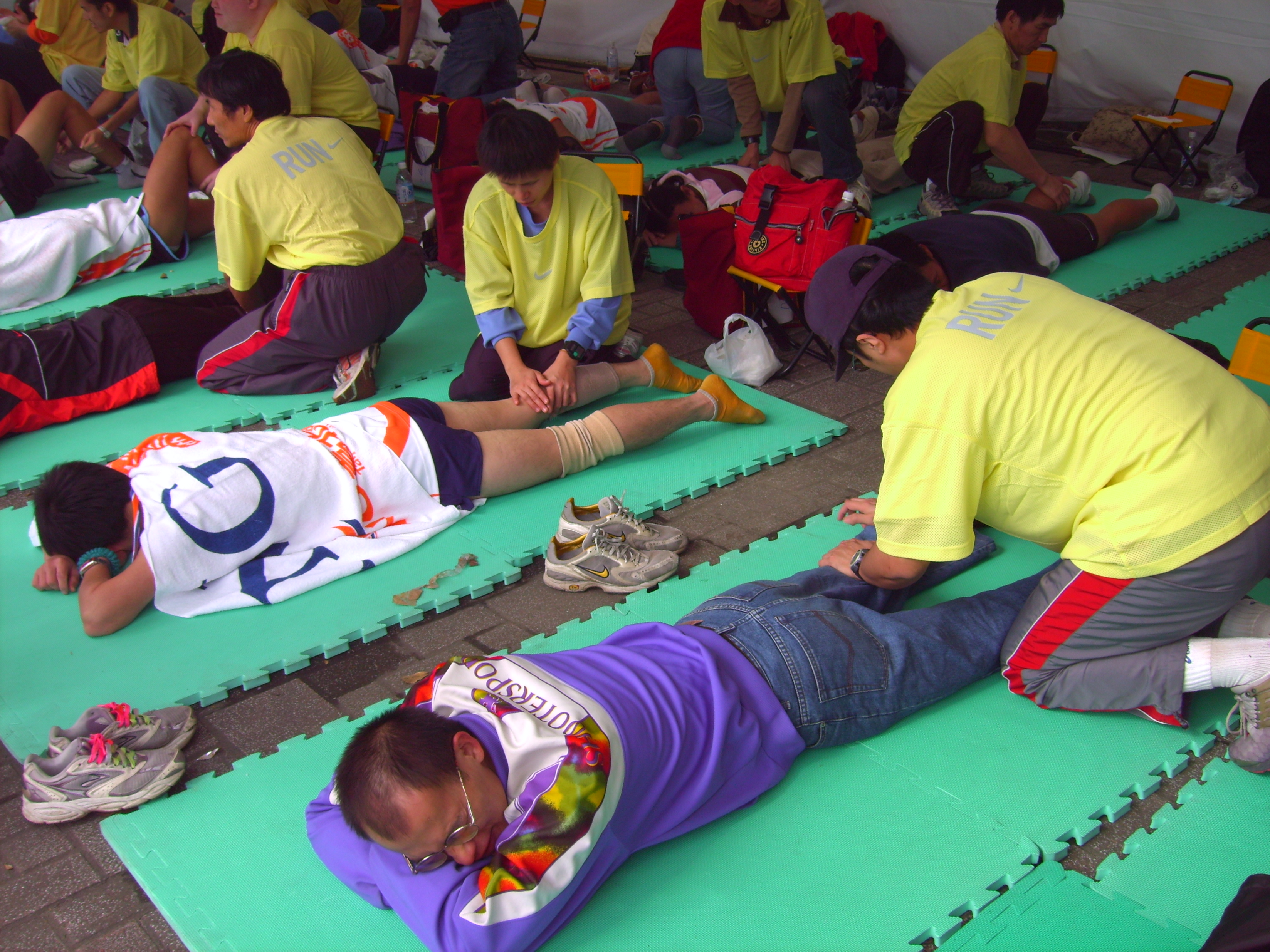
Marathonläufer erhalten eine Massage